# Timaios (filozof)
Timaios, nazývaný též Timaios z Lokridy, řecky Τίμαιος Λοκρός, byl údajně řecký antický filosof z pythagorejské školy. Pokud měl být Sókratovým partnerem v rozhovorech, musel žít v 5. století př. n. l. Jeho existence je ale nejistá, protože se vyskytuje pouze jako literární postava ve dvou Platónových dialozích. Všechny údaje v pozdějších pramenech jsou buď smyšlené, nebo založené na těchto dialozích. Timaios je hlavním Sókratovým partnerem v dialogu po něm pojmenovaném a objevuje se ještě v dialogu Kritiás.

## Otázka historické existence

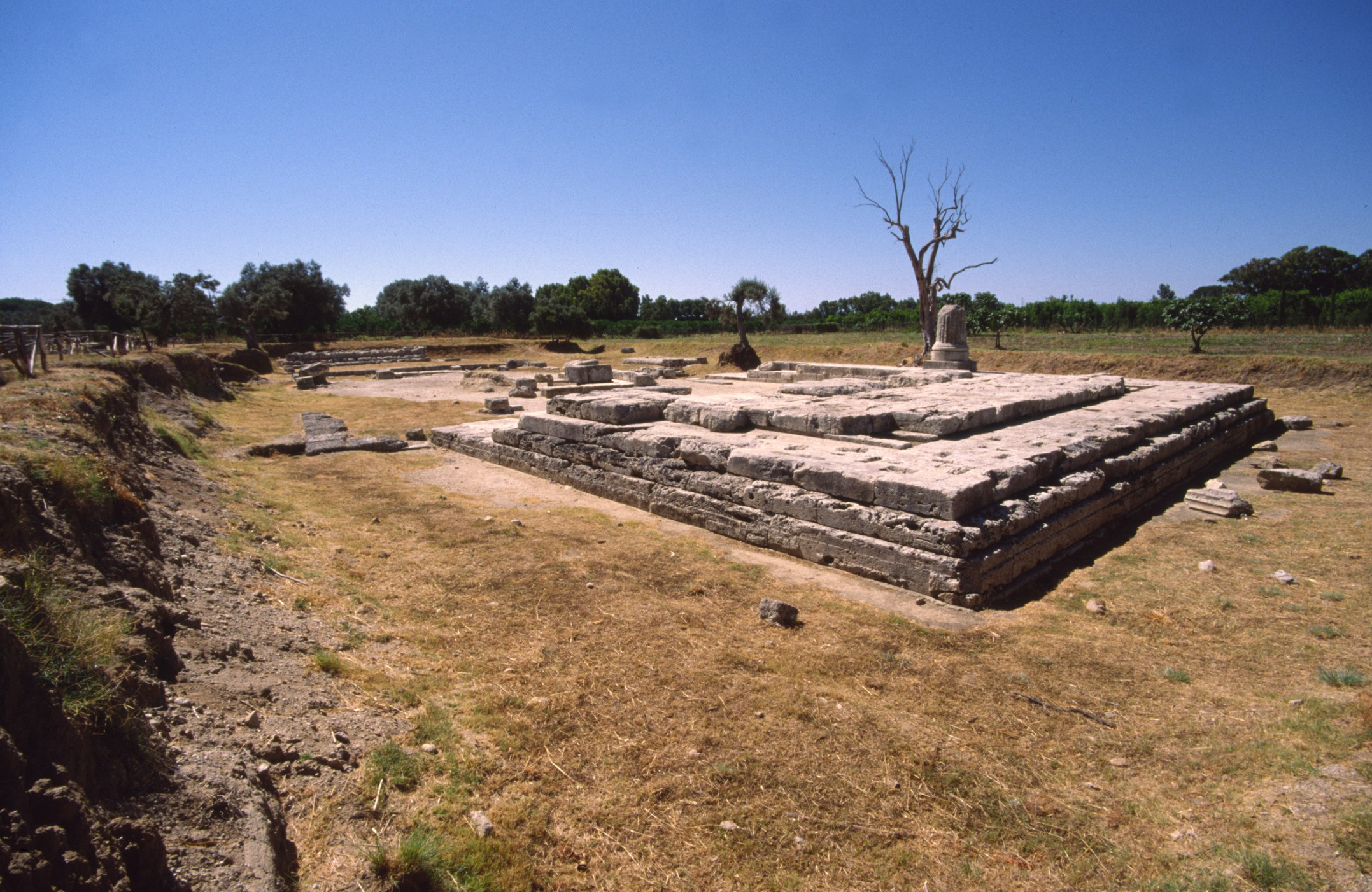
Chrámový okrsek v Locri, údajném Timaiově rodišti

U Platóna vystupuje Timaios jako vznešený a bohatý občan řecké kolonie Lokroi Epizephyrioi (dnes město Locri v Kalábrii), kde měl, než přišel do Athén, vykonávat vysoké úřady. V Athénách se měl také odehrát literárně pojatý rozhovor zachycený v dialogu Timaios. V dialogu jsou zdůrazněny Timaiovy znalosti v oblasti přírodní filosofie a astronomie.
V antice se Timaiova existence nezpochybňovala. Cicero píše, že Platón cestoval do Itálie, aby se tam u Timaia a dalších pythagorejců informoval o podstatě jejich učení. Zpráva, že Platón potkal Timaia na své italské cestě, vedla pozdně antického učence Macrobia k tvrzení, že Timaios nemohl být Sókratovým současníkem a tudíž s ním ani nemohl vést dialog, protože tehdy už Sókratés dávno nežil. Pozdně antický filosof Iamblichos z Chalkidy řadí Timaia mezi známé pythagorejce.
V moderní vědě o starověku převažuje názor, že si Platón Timaiovu postavu vymyslel. Předpokládá se, že ji obdařil rysy jemu známého pythagorejce Archytase. Hlavní argument ve prospěch literární fikce spočívá v konstatování, že všechny informace o Timaiovi pocházejí výhradně z Platónových údajů. Hlavním protiargumentem je, že Platón ve svých dialozích nechává vystupovat pouze historické postavy.

## Nepravá díla

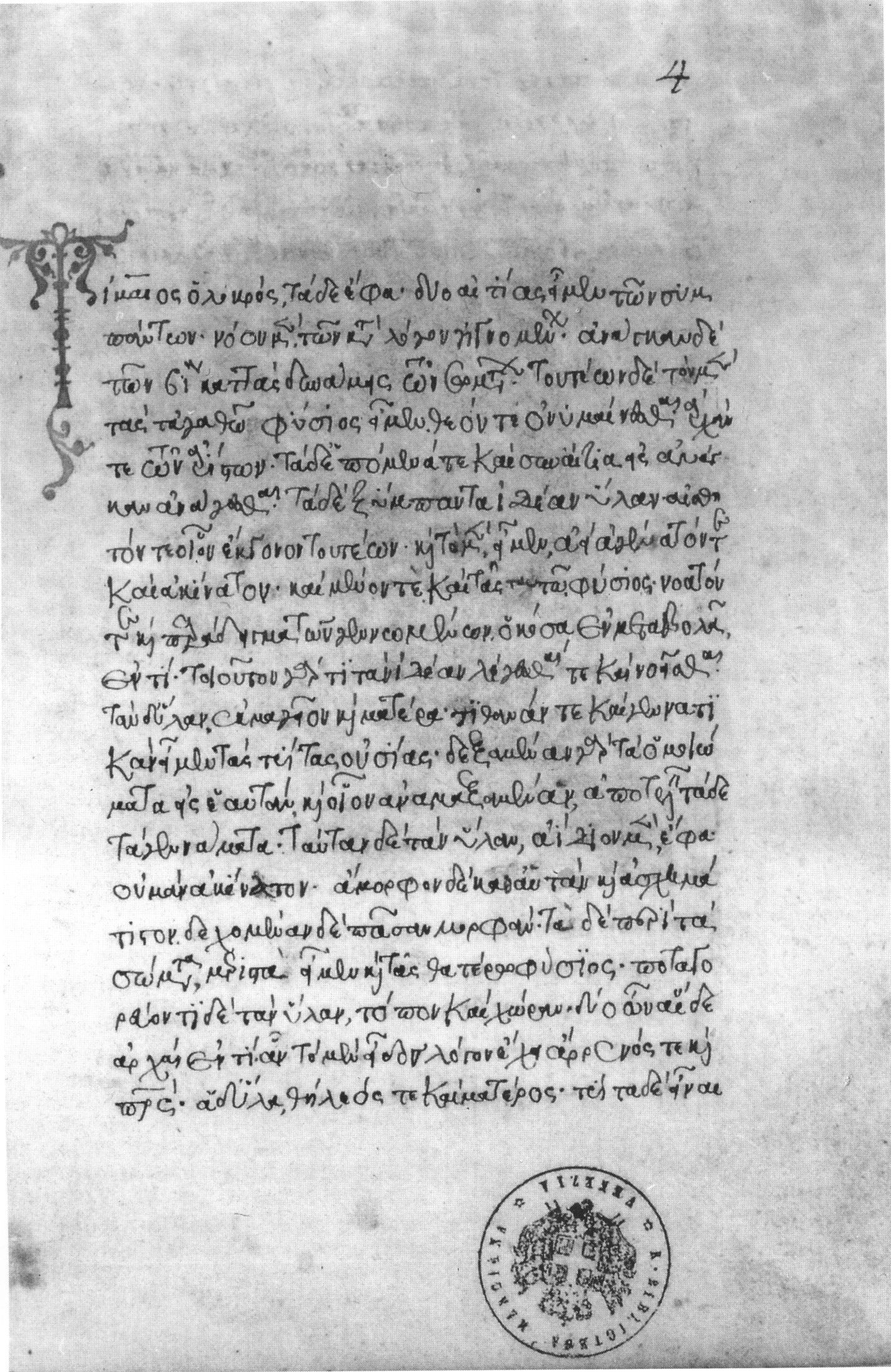
Rukopis spisu O podstatě kosmu a duše, pořízený v 15. století a uložený v Biblioteca Marciana v Benátkách

Dórsky napsaný spis s názvem O podstatě kosmu a duše (Περὶ φύσιος κόσμω καὶ ψυχᾶς – Peri phýsios kósmō kai psychās), který se dochoval celý a existuje ve více než padesáti rukopisech, začíná slovy: "Timaios z Lokry práví následující:". Směrodatné rukopisy ho označují jako Timaiovo dílo. V pramenech se poprvé uvádí ve 2. století n. l. (u Nikómacha z Gerasy a v komentáři k dialogu Timaios od platonika Lukia Kalbena Taura). V antice nebyla pravost spisu zpochybněna. Spis shrnuje nauku, kterou Timaios formuluje ve stejnojmenném dialogu a ve výstavbě se z větší části shoduje s Platónovým dílem. Proto se věřilo, že se jedná o Timaiův spis, z něhož Platón čerpal při koncipování Timaiovy řeči v dialogu. Tuto domněnku posílila pověst kolující od 3. století př. n. l., že je dialog Timaios plagiát; tvrdilo se, že si Platón za mnoho peněz koupil pythagorejskou knihu, z níž v Timaiovi převzal přírodovědnou nauku. Tato kniha byla tehdy identifikována se zmíněným spisem O podstatě kosmu a duše.
Teprve moderní filologická zkoumání prokázala, že spis O podstatě kosmu a duše pochází až z pozdního 1. století př. n. l. nebo z 1. stol. n. l. a je založený na Platónově Timaiovi. Jedná se o jeden z četných pseudepigrafů filosofických traktátů, jejichž anonymní autoři připisovali své spisy známým pythagorejcům minulosti. Hlavní rozdíl od Platónova Timaia spočívá v tom, že Pseudotimaios podává pouze obsah nauky, zatímco na její zdůvodnění a metodologické úvahy rezignuje. Naopak příležitostně připojuje vlastní vysvětlení a materiál z jiných platónských dialogů. Autorův postoj k pojednávaným otázkám je jednoznačnější než v Platónově Timaiu, přístup k řešení problematiky je školský. Některé pasáže v Pseudotimaiovi jsou bez znalosti dialogu Timaios zmatené a zavádějící. Sloh Pseudotimaia je ve srovnání s entuziastickým způsobem vyjadřování v platónském dialogu střízlivý.
Ve spisu O podstatě kosmu a duše, nazývaného zde také Pseudotimaios, nalézáme stopy myšlenkového světa a terminologie středního platonismu. Nejvíce nápadné jsou styčné body se spisy Eudora z Alexandrie a Filóna Alexandrijského. Proto se nabízí hypotéza, že autor spisu žil v Alexandrii a byl obeznámený s Eudorovou filosofií. Přírodní filosofii Platónova Timaia modernizoval, když do svého spisu zařadil poznatky helénistické astronomie a medicíny.
Tyto poznatky pravděpodobně pocházejí ze staršího, dnes nezvěstného komentáře (nebo více komentářů) k Timaiovi. Podle hypotézy Richarda Hardera, přijímané mnoha klasickými filology, vzniklo dílo ve dvou etapách: Nejprve kdosi v helenistické době přepracoval původního Platónova Timaia. A z tohoto – nedochovaného – textu vycházel autor spisu O podstatě kosmu a duše, nazývaný dnes Pseudotimaios.
V Sudě, byzantské encyklopedii z 10. století, a ve Scholiích k Platónovu Timaiovi se Timaiovi z Lokry také připisuje dílo Mathēmatiká, o kterém ale jinak není nic známo. Pravděpodobně se jedná o záměnu Timaia z Lokry se stejnojmenným astrologem. Kromě toho měl Timaios z Lokry sepsat Pythagorův životopis. Také v tomto případě jde zřejmě o záměnu dvou osob: zde s historikem Timaiem z Tauromenie, který se ve svém díle Pythgorou zabýval.

## Recepce
Spis O podstatě kosmu a duše byl v pozdní antice známý novoplatonikům Iamblichovi z Chalkidy, Syrianovi a Simplikiovi. Pseudotimaios podpořil v novoplatonských kruzích rozšířené přesvědčení, že Pythagorova nauka a platonismus tvoří jednotnou soustavu. To odpovídalo názoru anonymního autora Pseudotimaia, který chtěl zakotvit Platóna v pythagorejské tradici. V 16. století přeložil humanista Giorgio Valla spis O podstatě kosmu a duše do latiny. Roku 1498 byl spis vytištěn v Benátkách. Řecký text vyšel tiskem poprvé roku 1513 jako součást kompletního vydání Platóna u Alda Manutise rovněž v Benátkách. Následovala řada dalších tisků; spis, který byl všeobecně považovaný jako předloha Platónova Timaia, byl často zahrnován do vydání Platónových dialogů.

## Edice a překlady
- Cardini, Maria Timpanaro (ed.): Pitagorici. Testimonianze e frammenti, sv. 2, La Nuova Italia, Firenze 1962 (řecký text s italským překladem a komentářem).
- Marg, Walter (ed.): Timaeus Locrus, De natura mundi et animae. Editio maior, Brill, Leiden 1972, ISBN 90-04-03505-2 (směrodatné kritické vydání s německým překladem, seznamem literatury a komentářem).
- Tobin, Thomas H. (ed.): Timaios of Locri, On the Nature of the World and the Soul, Scholars Press, Chico (California) 1985, ISBN 0-89130-767-2 (řecký text s úvodem, anglickým překladem a komentářem).